# Saint-Marc, Cantal

Saint-Marc este o comună în departamentul Cantal, Franța. În 1 ianuarie 2018 avea o populație de 81 de locuitori.